# Mount Keira (berg)
Mount Keira är ett berg i Australien.   Det ligger i kommunen City of Wollongong och delstaten New South Wales, i den sydöstra delen av landet, 190 km nordost om huvudstaden Canberra. Toppen på Mount Keira är 480 meter över havet, eller 85 meter över den omgivande terrängen. Bredden vid basen är 0,91 km.
Terrängen runt Mount Keira är varierad. Havet är nära Mount Keira österut. Trakten är tätbefolkad. Närmaste större samhälle är Wollongong, 4,3 km sydost om Mount Keira. 